# Reticulitermes laurae
Reticulitermes laurae (лат.) — ископаемый вид термитов рода Reticulitermes (семейство Rhinotermitidae). Обнаружен в миоценовых отложениях Barstow Formation (США, Калифорния). Возраст находки около 20 млн лет. Название вида дано в честь Mrs.
Laura Rouse, нашедшей типовую серию.

## Описание
Мелкого размера термиты. Самый крупный фрагмент (голотип) имеет размер 8,9 мм, что значительно превышает всю длину крыльев трёх известных видов этого рода из Южной Калифорнии. Полная расчётная длина крыла должна была составлять 10,3 мм. Вид Reticulitermes laurae был впервые описан в 1958 году американским энтомологом William Dwight Pierce (1881–1967). Другие сестринские таксоны: †Reticulitermes antiquus, †Reticulitermes fossarum.